# 미국연방규정집

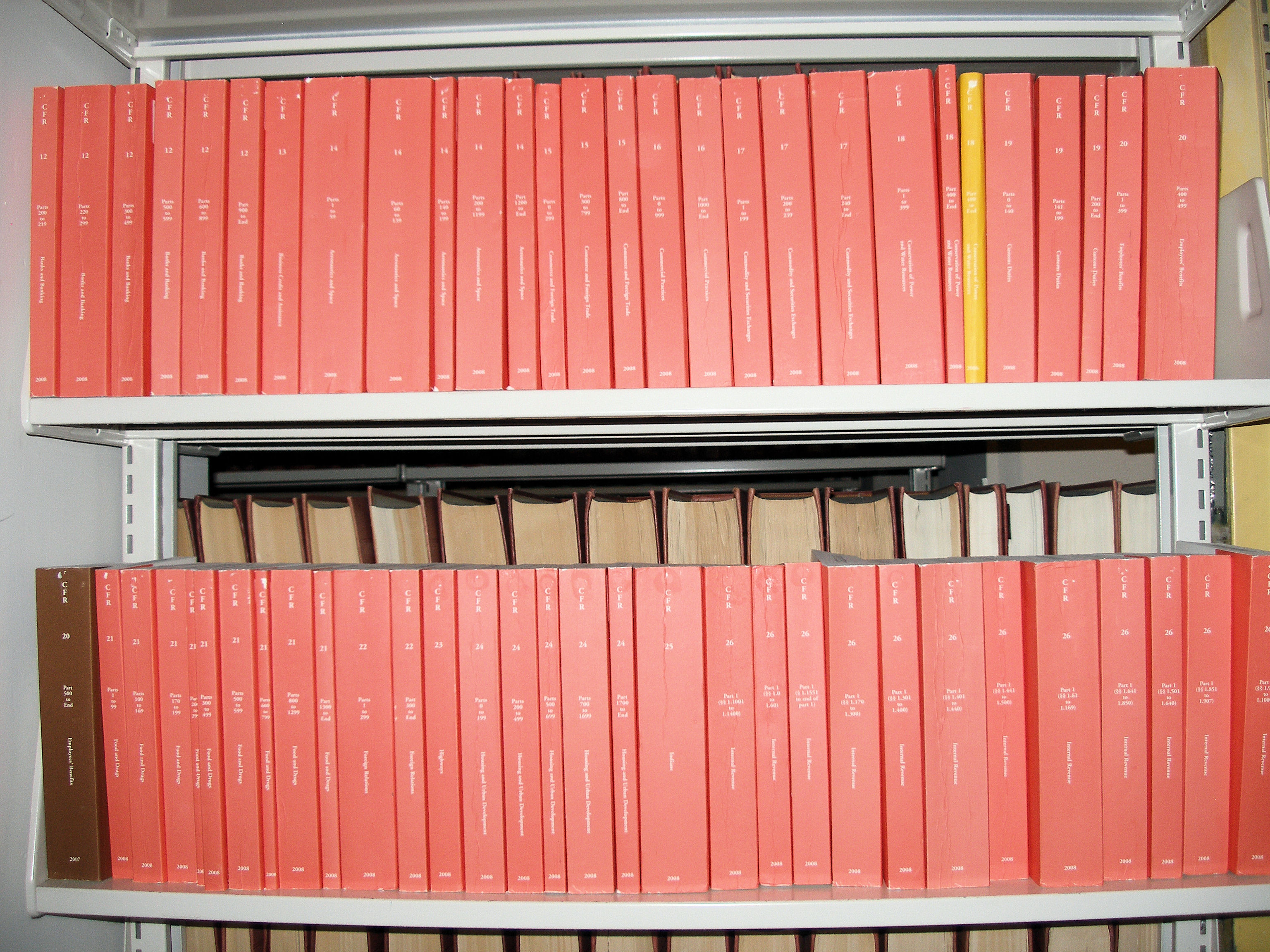

미국연방규정집(Code of Federal Regulations)은 연방행정부가 발한 행정명령을 집대성한 것이다. 규정집의 각권은 매년 한 차례씩 갱신되며, 주제별로 묶어서 분기별로 나뉘어 발간된다. 미국 관보에 발표된 관련 규정을 기록한 것으로 책으로 발표되고 있으며 또한 미국정부간행물실(Government Printing Office)에서 온라인으로 검색할 수도 있다. CFR은 총 50개의 권(title)으로 구성되어 있고, 각 권은 여러 장(chapter)으로 구성되어 있으며, 각 장은 여러 특별한 규제영역의 내용을 수록하고 있다.

## 개정일
- 1-16권: 매년 1월 1일 갱신
- 17-27권: 매년 4월 1일 갱신
- 28-41권: 매년 7월 1일 갱신
- 42-50권: 매년 10월 1일 갱신

## 규정집의 편별 주제명
1. 총칙
2. Grants and Agreements
3. 대통령
4. 회계
5. 행정기관
6. 국토안보
7. 농업
8. 외국인 및 국적
9. 동물 및 축산물
10. 에너지
11. 연방선거
12. 금융기관 및 금융업
13. 기업여신 및 지원
14. 항공우주 (미국 연방 항공 규정)
15. 통상 및 거래
16. 상관습
17. 상품 및 증권거래
18. 전력 및 수자원 보존
19. 관세
20. 고용자 후생
21. 식품 및 의약품
22. 대외관계
23. 고속도로
24. 주택 및 도시개발
25. 아메리칸 인디언
26. 내국세
27. 주류, 엽연류 및 화기
28. 사법절차
29. 노동
30. 광물자원
31. 통화 및 재정: 국고
32. 국방
33. 항공및 항해
34. 교육
35. 파나마 운하
36. 공원, 임야 및 공공재산
37. 특허, 상표 및 저작권
38. 연금, 상여금 및 보훈
39. 우정
40. 환경보호
41. 공공계약 및 재산 관리
42. 공중보건
43. 공공용지: 내륙
44. 에너지 경영 및 지원
45. 공공복지
46. 해운
47. 통신
48. Federal Acquisition Regulations System
49. 교통
50. 수렵 및 어획

## 같이 보기
- 미국의 법
- 미국 연방 항공 규정